# Iunius Bassus Theotecnius
Iunius Bassus Theotecnius (lateinisch Iunius Bassus signo Theotecnius; * wohl Juni/Juli 317; † 25. August 359) war Stadtpräfekt (Praefectus urbi) von Rom.

## Leben
Bassus war der Sohn des Konsuls von 331 Iunius Bassus. Nach der Inschrift seines Sarkophages starb Iunius Bassus während seiner Amtszeit als römischer praefectus urbi (Stadtpräfekt) im Alter von 42 Jahren und 2 Monaten. Er war Christ und wird als NEOFITVS, also als Neugetaufter bezeichnet. Die Taufe erhielt er also wie zum Beispiel auch Kaiser Konstantin der Große erst auf dem Sterbebett.

## Der Sarkophag des Iunius Bassus

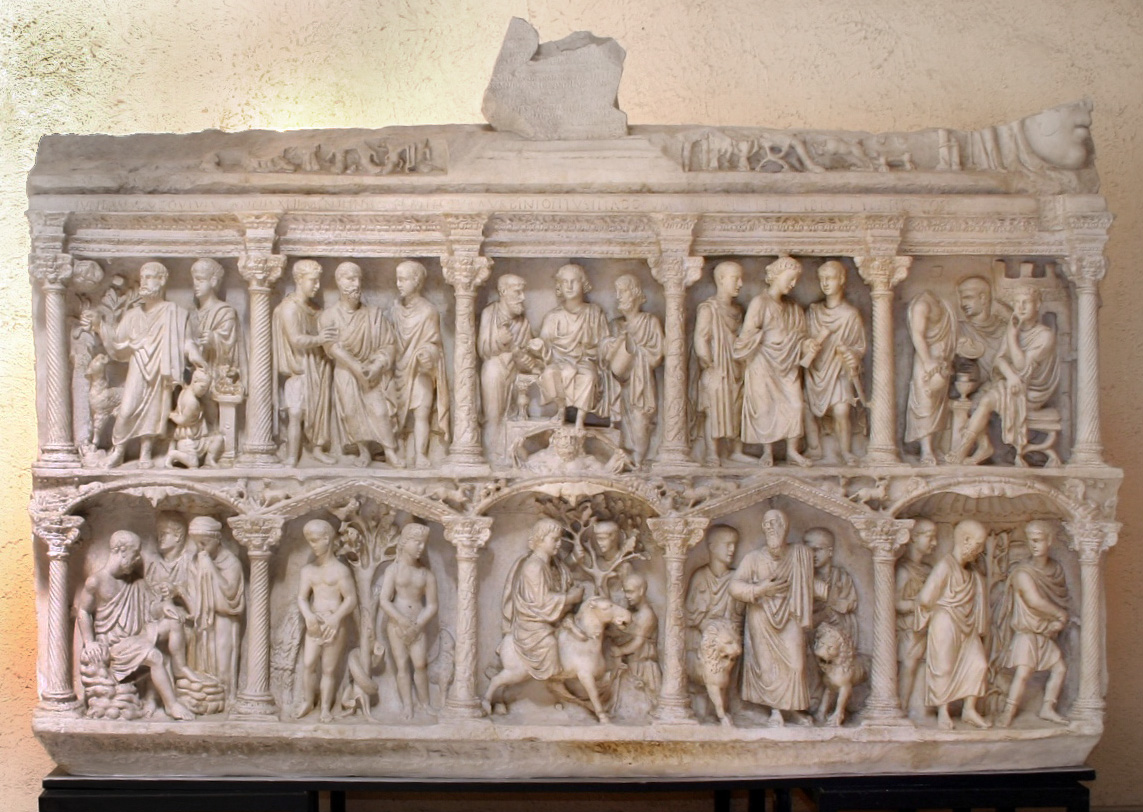
Sarkophag des Iunius Bassus

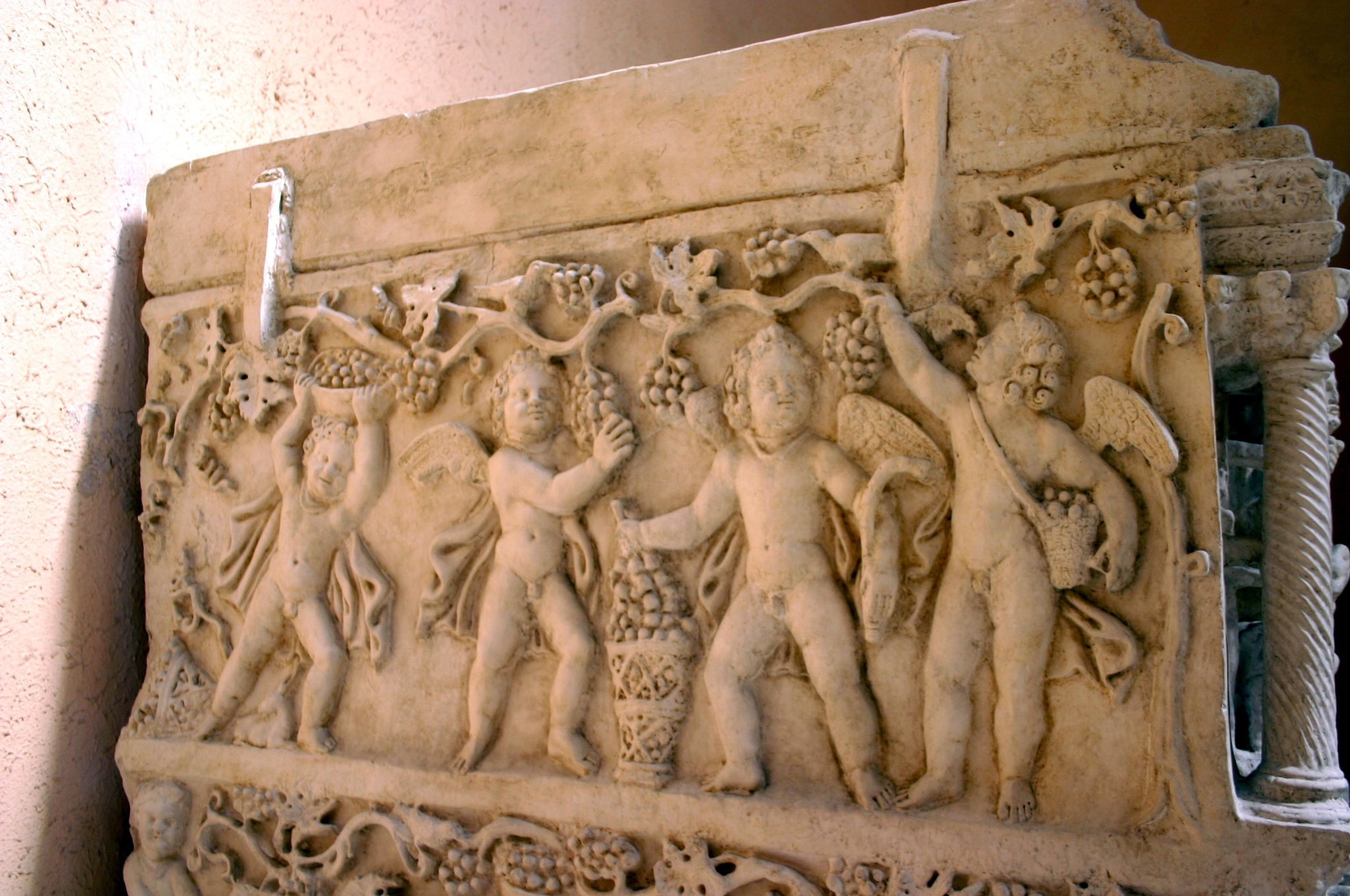
Linke Schmalseite oben: Eroten bei der Traubenlese

Der Steinsarg wurde im Jahr 1559 in der Confessio der alten Peterskirche in Rom gefunden, er ist in der Schatzkammer des Petersdoms ausgestellt. Es handelt sich um einen äußerst qualitätvollen zweizonigen Säulensarkophag mit christlichen Szenen. Dargestellt sind in der oberen Reihe (von links nach rechts): Abrahamsopfer – Gefangenenführung des Petrus – Thronender Christus – Gefangennahme Christi – Pontius Pilatus. Untere Reihe (von links nach rechts): Hiob – Adam und Eva – Christi Einzug in Jerusalem – Daniel in der Löwengrube – Führung des Paulus zur Hinrichtung.
Auf der Schmalseiten sind Eroten dargestellt, die Trauben lesen und keltern (links oben und unten) sowie Getreide ernten und Jahreszeitendarstellungen (rechts oben und unten).